# Hold On (KT Tunstall)
(KT Tunstall - Hold On)
Hold On è una canzone alternative rock eseguita dalla cantante scozzese KT Tunstall. La canzone è stata scritta da KT Tunstall e prodotta da Steve Osborne per il terzo album in studio della cantante, Drastic Fantastic (2007).
La canzone è stata distribuita come primo singolo dell'album il 16 luglio 2007 negli Stati Uniti d'America e il 13 agosto 2007 in Canada. È stata commercializzata nel Regno Unito per il download il 13 agosto 2007, e su CD il 27 agosto 2007.

## Video musicale
Il video musicale è stato mostrato per la prima volta nel luglio 2007 su MTV's Total Request Live. Su Yahoo! Musica ha debuttato il 30 luglio 2007. Nel video musicale, KT Tunstall inizia a ballare in un bar, poi si sposta in altri luoghi, parodiando i video musicali di vari generi ed epoche.

## Tracklist
Questi sono i formati e le tracklist del singolo Hold On.
Digital Download

(Pubblicato il 16 luglio 2007)
1. "Hold On"

CD singolo

(Pubblicato il 27 agosto 2007)
1. "Hold On"
2. "Journey"

Singolo in vinile

(Pubblicato il 27 agosto 2007)
1. "Hold On"
2. "Suddenly I See" (Live)

DVD singolo

(Pubblicato il 27 agosto 2007)
1. "Hold On" video musicale
2. "Hold On" (dietro le quinte)
3. "Hopeless" (Live Acoustic) - audio

UE CD singolo

(Pubblicato il 27 agosto 2007)
1. "Hold On"
2. "Journey"
3. "Hold On" video

Promo CD
1. "Hold On" 2:58
2. "Hold On" (strumentale) 2:58

## Classifiche
| Classifica (2007)      | Posizione massima |
| ---------------------- | ----------------- |
| Belgio (Fiandre)       | 59                |
| Belgio (Vallonia)      | 62                |
| Canada                 | 46                |
| Germania               | 100               |
| Italia                 | 26                |
| Norvegia               | 19                |
| Paesi Bassi            | 46                |
| Regno Unito            | 21                |
| Svizzera               | 26                |
| U.S. Billboard Pop 100 | 95                |